# US Open 1984 (Badminton)
Die US Open 1984 im Badminton fanden vom 15. bis zum 18. November 1984 in Manhattan Beach in Kalifornien statt. Alle fünf Endspiele waren eine rein chinesische Angelegenheit.

## Finalresultate
| Disziplin    | Sieger                     | Finalist                 | Ergebnis            |
| ------------ | -------------------------- | ------------------------ | ------------------- |
| Herreneinzel | Xiong Guobao               | Huang Zhen               | 15–9, 15–2          |
| Dameneinzel  | Luo Yun                    | Hong Chen                | 11–4, 11–3          |
| Herrendoppel | Chen Hongyong Zhang Qingwu | Chen Kang Huang Zhen     | 12–15, 15–5, 15–7   |
| Damendoppel  | Lu Yanahua Yin Haichen     | Hong Chen Luo Yun        | 10–15, 15–12, 15–10 |
| Mixed        | Wang Pengren Luo Yun       | Xiong Guobao Yin Haichen | 15–10, 17–17        |